# 삼성 갤럭시 북2 프로 SE

## 디자인
| 갤럭시 북2 프로 SE |      |
| 색상               | 이름 |
|                    | 실버 |